# 우타지마촌
우타지마촌(일본어: 歌島村)은 일본 오사카부 니시나리군에 설치되었던 촌이다. 현재의 오사카시 니시요도가와구 동부 및 요도가와구 가시마에 해당한다.

## 역사
- 1889년 4월 1일 - 정촌제 시행에 따라, 니시나리군 우타지마촌이 발족.
- 1925년 4월 1일 - 오사카시에 편입되어, 니시요도가와구 소속이 됨.
- 1943년 4월 1일 - 구의 경계 변경에 따라, 가시마초의 동부(도카이도 본선 동쪽)가 히가시요도가와구 소속이 됨.
- 1974년 7월 22일 - 분구에 의해, 히가시요도가와구에서 요도가와구로 소속이 변경됨.

## 교통

### 철도
현재 구촌 지역에는 JR 도자이선 가시마 역과 미헤지마역이 있지만, 당시에는 미개업 상태였다.

### 도로
현재는 한신고속 11호 이케다선이 구촌 지역을 통과하지만, 당시에는 미개통 상태였다. 

## 참고문헌
- 角川日本地名大辞典 27 大阪府